# Christine Badertscher

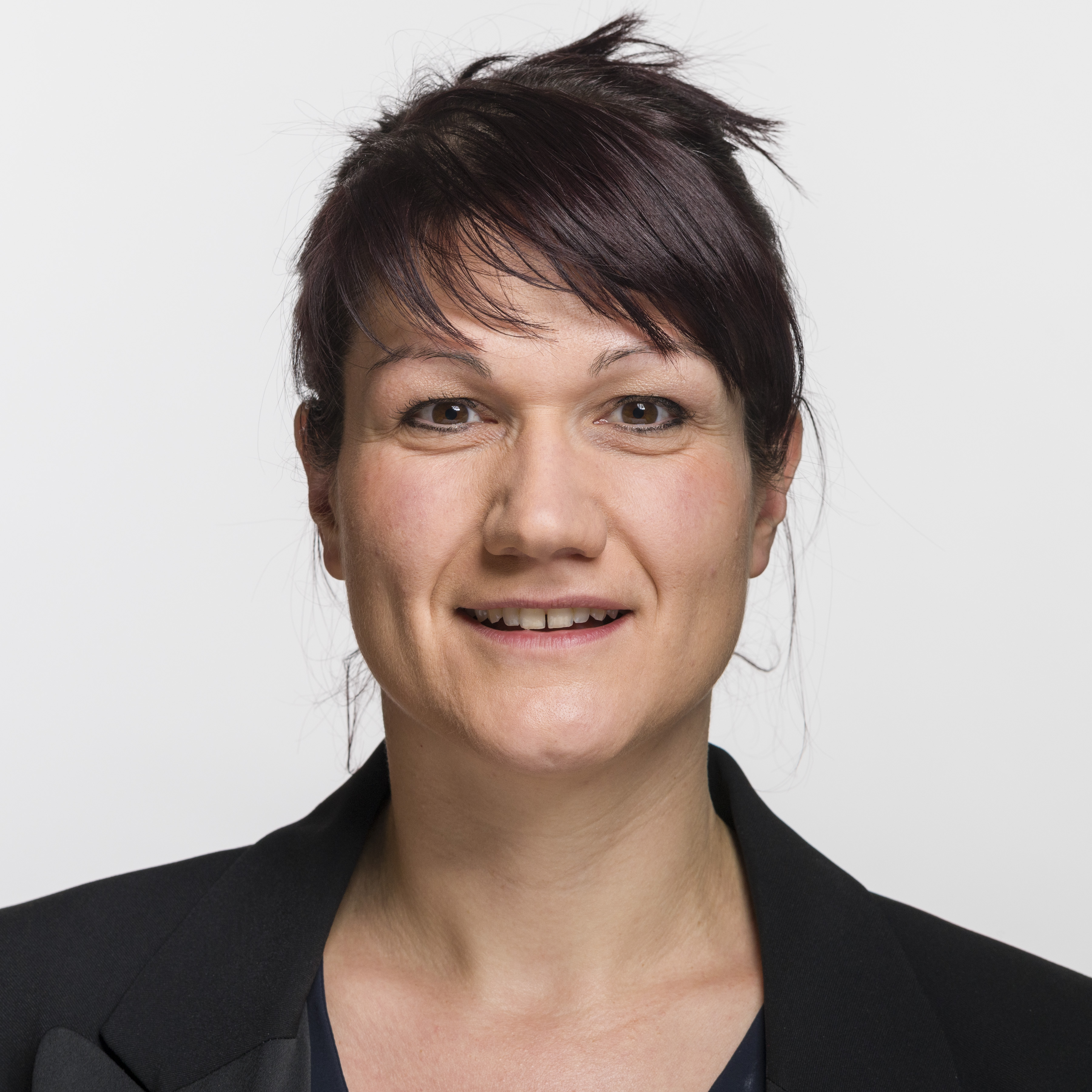
Christine Badertscher (2019)

Christine Badertscher (* 11. Januar 1982 in Sumiswald; heimatberechtigt in Lauperswil) ist eine Schweizer Politikerin (Grüne).

## Leben
Christine Badertscher wuchs im Emmental auf einem Bauernhof auf. Sie absolvierte eine kaufmännische Ausbildung und lebte anschliessend längere Zeit in Kamerun. Wieder in der Schweiz, studierte sie Umweltingenieurswesen in Wädenswil und arbeitete anschliessend als persönliche Mitarbeiterin des damaligen Nationalrats Alec von Graffenried bei der Grünen Partei Schweiz. Badertscher studierte Agrarwissenschaften an der Hochschule für Agrar-, Forst- und Lebensmittelwissenschaften in Zollikofen und arbeitete studienbegleitend auf dem elterlichen Biohof in Madiswil. Nach dem Studium arbeitete sie von 2013 bis 2018 beim Schweizer Bauernverband im Bereich Agrar- und Handelspolitik und seit 2018 bei Swissaid als Verantwortliche für Ernährungssouveränität. 2020 wurde sie in den Vorstand der Ökonomischen und Gemeinnützigen Gesellschaft des Kantons Bern (OGG) gewählt. Seit dem gleichen Jahr ist sie Vorstandsmitglied der Schweizerischen Arbeitsgemeinschaft für die Berggebiete (SAB). Darüber hinaus ist sie Präsidentin des Archivs für Agrargeschichte (AfA). Christine Badertscher lebt in Madiswil.

## Politik
Christine Badertscher war von 2011 bis 2018 Mitglied des Gemeinderates (Exekutive) von Madiswil und Präsidentin der Kommission für öffentliche Sicherheit.
Bei den nationalen Parlamentswahlen vom 20. Oktober 2019 wurde Badertscher für die Grünen in den Nationalrat gewählt. Bei den Wahlen 2023 wurde sie in ihrem Amt bestätigt.
Badertscher war von 2013 bis 2018 Präsidentin der Grünen Oberaargau und ist seit 2019 Vizepräsidentin der Grünen Kanton Bern. Sie ist seit 2017 die erste Präsidentin des Oberaargauischen Bauernvereins, Vorstandsmitglied des Berner Bauernverbands und Vorstandsmitglied des Vereins Identität Oberaargau. Seit 2018 ist sie Vizepräsidentin des Vereins Förderung junger Personen in der Gemeindepolitik (FJG) und Mitglied im Lenkungsgremium International Certification Bio AG. Seit 2019 ist sie Stiftungsrätin der Stiftung WBM Madiswil und Mitglied der agrarpolitischen Kommission des Schweizerischen Bäuerinnen- und Landfrauenverbandes (SBLV).